# Bredsted
Bredsted (dansk), Bredstedt (tysk) eller Bräist (nordfrisisk) er en by og kommune beliggende midtvejs mellem Husum og Nibøl i det vestlige Sydslesvig. Administrativt hører kommunen under Nordfrislands kreds i den nordtyske delstat Slesvig-Holsten. Kommunen samarbejder på administrativt plan med andre kommuner i Midterste Nordfrisland kommunefællesskab (Amt Mittleres Nordfriesland). Byen er sogneby i Bredsted Sogn. Sognet lå i Nørre Gøs Herred (Husum Amt, Sønderjylland), da området tilhørte Danmark.

## Geografi
Byen ligger på et bakket strøg på grænsen mellem marsk og gest. Bredsteds østlige ende kaldtes tidligere for Jydebæk (Jüdebek), her boede altså den dansktalende del af befolkningen, mens nordfriserne boede i byens vestlige ende.

## Sprog og kultur
I Bredsted tales foruden tysk og nedertysk tillige dansk og nordfrisisk. I byen findes Nordfriisk Instituut, som er nordfrisernes kulturinstitution med bibliotek og videnskabelig forskning, en dansk skole med ca. 150 elever (2005) og en dansk børnehave normeret til 60 børn. Ved siden af den danske skole findes Clementshus, som er navnet på de danske ældreboliger i Bredsted.
Byens kirke er en sengotisk munkestenskirke fra 1510. Kirken er udstyret med en trefløjet alteropsats fra 1580 og et sengotisk korbue-krucifiks fra 1400-tallet. På kirkegården findes flere gravsten fra 1500 – 1700-tallet.
Den danske guldaldermaler og portrætist Christian Albrecht Jensen blev født i Bredsted i 1792 og døde i København i 1870.

## Historie
Bredsted nævnes allerede i 1231 i Kong Valdemars Jordebog som "Brethæstath" som patrimonium (fædrenegods).
Bredstens opkomst som flække må ses i lyset af, at tingstedet for herredskredsen blev flyttet fra Breklum til Bredsted; allerede i 1458 tales om tinget i Bredsted. Af betydning var det også, at oksevejen fra Tønder til Husum passerede byen, og der var direkte vejforbindelse til Flensborg. Desuden gav kysten visse muligheder for udskibning.
I 1462 fik byens indbyggere tilladelse til at bygge et kapel for den hellige Trefoldighed, Guds Moder og Sankt Nikolaus og i 1510 blev dette kapel ombygget til en kirke, hvor der indtil 1805 var ansat to præster. Byen lå på et sted, hvor gesten nåede helt ud til havet og der lå en å, som egnede sig til havn, men med inddigningen af Bredsted kog i 1489 forhindrede byen i at udvikle sin skibsfart. I 1483 og 1499 nævnes stedet dog allerede som en betydelig bebyggelse med næsten 100 skatteydere svarende til en samlet befolkning på omkring 500 indbyggere. I byens skattelister for 1478 og 1483 nævnes skræddere, skomagere, smed, møller og fisker.

### I delingstiden
I 1490 blev hertugdømmet delt første gang mellem kong Hans og hans broder hertug Frederik (senere Frederik I), hvorved Nørre Gøs Herred med Bredsted sammen med Flensborg Amt kom under kongen og Sønder Gøs Herred med Husum sammen med Gottorp Amt kom under hertug Frederik.
I 1530 fik Bredsted status af flække af kong Frederik I med ret til at holde to markeder årlig, senere fik den nye privilegier i 1632, 1633 og 1654 af kong Christian IV og Frederik III, idet Bredsted også efter delingen af Sønderjylland i 1544 kom til at ligge i den kongelige del.
Antallet af hjemmehørende skibe i Bredsted var minimum i 1674 10, i 1693 2 på 130 læster, i 1696 2 på 167 læster, i 1698 3 på 59 læster og i 1699 1 på 12 læster.
Den 7. april 1699 brændte 35 huse.

### Efter genforeningen 1720
Befolkningsudvikling: i 1835 1.743 indbyggere, i 1840 1.710, i 1845 1.769, i 1855 2.004 og i 1860 2.165 indbyggere.
Den 26-27. marts 1858 brændte en fjerdedel af byen, nemlig den såkaldte Østerende, i alt 78 hovedbygninger og 16 sidebygninger.
I flækken var handel og håndværk omkring midten af 1800-tallet byens hovednæring, omend denne virksomhed helt var forbunden med nærmeste omegn. Der blev afholdt markeder den 6. marts, 12. juni, 31. juli og 4. december med kramvarer, 3. marts med heste samt med slagtekvæg hver fredag fra midten af oktober til midten af november. Byen havde kirke, præstegård, 4 skoler, apotek, arresthus, fattighus, flere gæstgiverier, et dampbrænderi og et almindeligt brændevinsbrænderi, bryggeri, garveri, flere møller.
Skibsfarten i tilknytning til Bredsted var henlagt til Bongsil Havn ved Okholm. Ved toldstedet var pr. 1. januar 1862 10 hjemmehørende småfartøjer. I 1861 blev udskibet 1.344 tdr. korn, 2.765 tdr raps og 97.100 pd. uld. I indenlandsk fart indgik 34 fartøjer på i alt 332 læsters drægtighed og afsejlede 38 fartøjer på i alt 334¾ læsters drægtighed og i udenlandsk fart indgik 7 fartøjer på 81 læsters drægtighed og afsejlede 1 fartøj på 35½ læsters drægtighed.
Bredsted var center for en retskreds (for byen og omlandet), en amtsstue, en husfoged, et lægedistrikt og 29. lægd (udskrivningskreds). Der fandtes et postkontor samt en sparekasse.

## Kendte
- Ewerdt Friis (1619–1672), dansk-svensk billedskærer
- Andreas Pauli von Liliencron (1630–1700), dansk statsmand
- Hans Carl Knudtzon (1751–1823), medlem af det norske Storting
- Christian Albrecht Jensen (1792–1870), dansk guldaldermaler
- Christian Carl Magnussen (1821–1896), dansk maler
- Thomas Steensen (1951), tidl. direktør af Nordfriisk Instituut

## Galleri
- Friisk Hüs
- Nordfriisk Instituut
- Bredsted danske Skole
- Administrationsbygning